# Sitonun
Sitonun is een bestuurslaag in het regentschap Padang Lawas Utara van de provincie Noord-Sumatra, Indonesië. Sitonun telt 109 inwoners (volkstelling 2010).